# Leesburg (Indiana)
Leesburg és una població dels Estats Units a l'estat d'Indiana. Segons el cens del 2000 tenia 625 habitants.

## Demografia
Segons el cens del 2000, Leesburg tenia 625 habitants, 232 habitatges, i 176 famílies. La densitat de població era de 1.049,2 habitants/km².
Dels 232 habitatges en un 37,1% hi vivien nens de menys de 18 anys, en un 67,2% hi vivien parelles casades, en un 4,7% dones solteres, i en un 24,1% no eren unitats familiars. En el 20,7% dels habitatges hi vivien persones soles el 7,8% de les quals corresponia a persones de 65 anys o més que vivien soles. El nombre mitjà de persones vivint en cada habitatge era de 2,69 i el nombre mitjà de persones que vivien en cada família era de 3,1.
Per edats la població es repartia de la següent manera: un 26,4% tenia menys de 18 anys, un 6,7% entre 18 i 24, un 33,1% entre 25 i 44, un 23,8% de 45 a 60 i un 9,9% 65 anys o més.
L'edat mediana era de 35 anys. Per cada 100 dones de 18 o més anys hi havia 103,5 homes.
La renda mediana per habitatge era de 46.750 $ i la renda mediana per família de 49.091 $. Els homes tenien una renda mediana de 32.656 $ mentre que les dones 23.438 $. La renda per capita de la població era de 20.031 $. Entorn del 2,3% de les famílies i el 5,2% de la població estaven per davall del llindar de pobresa.

## Poblacions més properes
El següent diagrama mostra les poblacions més properes.